# Nycheuma dimorpha
Nycheuma dimorpha är en insektsart som först beskrevs av Matsumura 1910.  Nycheuma dimorpha ingår i släktet Nycheuma och familjen sporrstritar.
Artens utbredningsområde är Italien. Inga underarter finns listade i Catalogue of Life.